# 281 Lucretia
Lucretia (asteroide 281) é um asteroide da cintura principal com um diâmetro de 11,76 quilómetros, a 1,8988916 UA. Possui uma excentricidade de 0,1321146 e um período orbital de 1 182,08 dias (3,24 anos).
Lucretia tem uma velocidade orbital média de 20,13602966 km/s e uma inclinação de 5,30786º.
Este asteroide foi descoberto em 31 de Outubro de 1888 por Johann Palisa. Recebeu o nome do meio de Caroline Herschel, uma das primeiras astrônomas mulheres.